# Nikołaj Knipowicz

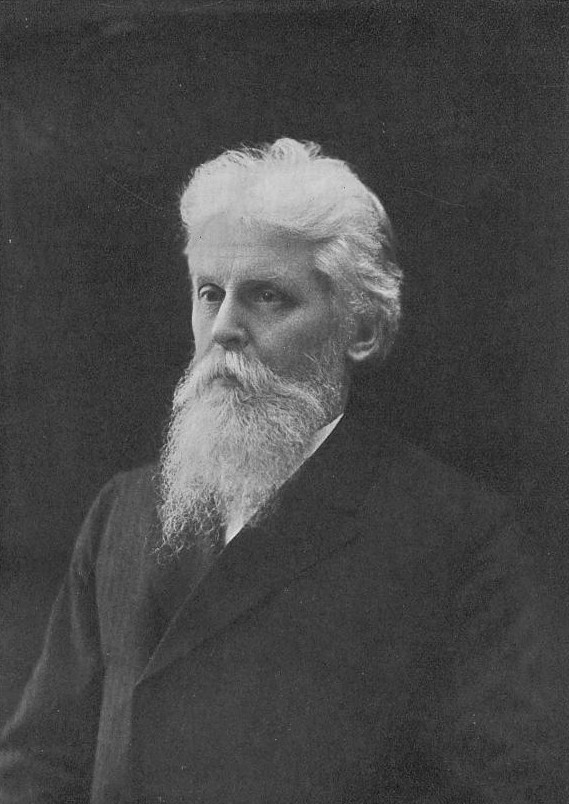
Nikołaj Knipowicz

Nikołaj Michajłowicz Knipowicz (ur. 6 kwietnia 1862 w Sveaborgu, zm. 23 lutego 1939 w Leningradzie) – rosyjski i radziecki zoolog i podróżnik, odkrywca wielu nowych gatunków ryb, skorupiaków, mięczaków i wodorostów. Był honorowym członkiem Akademii Nauk ZSRR. Odbył ekspedycje naukowe na Morze Białe, Morze Barentsa oraz Morze Kaspijskie. Za swego życia Knipowicz opublikował łącznie 897 tekstów naukowych.

## Ważniejsze prace naukowe
- Osnowy gidrołogii jewropiejskogo Ledowitogo okieana (1906, tłum. Podstawy hydrologii europejskiego Oceanu Północnego)
- Gidrołogiczeskije issledowanija w Kaspijskom morie w 1914-1915 g. (1921, tłum. Badanie hydrologiczne na Morzu Kaspijskim w latach 1914-1915)
- Oprieditiel ryb Czernogo i Azowskogo moriej (1923, tłum. Klucz ryb Morza Czarnego i Azowskiego)
- Gidrołogiczeskije issledowanija w Azowskom morie (1932, tłum. Hydrologiczne badania w Morzu Azowskim)
- Gidrołogiczeskije issledowanija w Czernom morie (1933, tłum. Hydrologiczne badania w Morzu Czarnym)
- Gidrołogija moriej i sołonowatych wod: (W primienienii k promysł. diełu) (1938, tłum. Hydrologia mórz i wód słonych: (w związku z gospodarką))